# Tsunan, Niigata
Tsunan (津南町 Tsunan-machi) là thị trấn thuộc huyện Nakauonuma, tỉnh Niigata, Nhật Bản. Tính đến ngày 1 tháng 10 năm 2020, dân số ước tính thị trấn là 8.989 người và mật độ dân số là 350 người/km2. Tổng diện tích thị trấn là 170,2 km2.

## Địa lý

### Đô thị lân cận
- Niigata
  - Tōkamachi
  - Yuzawa
- Nagano
  - Sakae

### Khí hậu
| Dữ liệu khí hậu của Tsunan, Niigata      | Dữ liệu khí hậu của Tsunan, Niigata | Dữ liệu khí hậu của Tsunan, Niigata | Dữ liệu khí hậu của Tsunan, Niigata | Dữ liệu khí hậu của Tsunan, Niigata | Dữ liệu khí hậu của Tsunan, Niigata | Dữ liệu khí hậu của Tsunan, Niigata | Dữ liệu khí hậu của Tsunan, Niigata | Dữ liệu khí hậu của Tsunan, Niigata | Dữ liệu khí hậu của Tsunan, Niigata | Dữ liệu khí hậu của Tsunan, Niigata | Dữ liệu khí hậu của Tsunan, Niigata | Dữ liệu khí hậu của Tsunan, Niigata | Dữ liệu khí hậu của Tsunan, Niigata |
| Tháng                                    | 1                                   | 2                                   | 3                                   | 4                                   | 5                                   | 6                                   | 7                                   | 8                                   | 9                                   | 10                                  | 11                                  | 12                                  | Năm                                 |
| ---------------------------------------- | ----------------------------------- | ----------------------------------- | ----------------------------------- | ----------------------------------- | ----------------------------------- | ----------------------------------- | ----------------------------------- | ----------------------------------- | ----------------------------------- | ----------------------------------- | ----------------------------------- | ----------------------------------- | ----------------------------------- |
| Cao kỉ lục °C (°F)                       | 13.1 (55.6)                         | 17.3 (63.1)                         | 19.8 (67.6)                         | 28.1 (82.6)                         | 30.8 (87.4)                         | 33.7 (92.7)                         | 34.8 (94.6)                         | 35.0 (95.0)                         | 33.8 (92.8)                         | 31.8 (89.2)                         | 23.5 (74.3)                         | 19.6 (67.3)                         | 35.0 (95.0)                         |
| Trung bình ngày tối đa °C (°F)           | 1.8 (35.2)                          | 2.6 (36.7)                          | 6.3 (43.3)                          | 13.4 (56.1)                         | 20.3 (68.5)                         | 23.5 (74.3)                         | 26.9 (80.4)                         | 28.4 (83.1)                         | 24.0 (75.2)                         | 17.8 (64.0)                         | 11.6 (52.9)                         | 5.0 (41.0)                          | 15.1 (59.2)                         |
| Trung bình ngày °C (°F)                  | −1.2 (29.8)                         | −0.9 (30.4)                         | 2.1 (35.8)                          | 8.0 (46.4)                          | 14.9 (58.8)                         | 19.0 (66.2)                         | 22.7 (72.9)                         | 23.8 (74.8)                         | 19.6 (67.3)                         | 13.5 (56.3)                         | 7.3 (45.1)                          | 1.7 (35.1)                          | 10.9 (51.6)                         |
| Tối thiểu trung bình ngày °C (°F)        | −4.4 (24.1)                         | −4.8 (23.4)                         | −2.0 (28.4)                         | 3.3 (37.9)                          | 9.8 (49.6)                          | 15.1 (59.2)                         | 19.3 (66.7)                         | 20.1 (68.2)                         | 15.9 (60.6)                         | 9.6 (49.3)                          | 3.5 (38.3)                          | −1.4 (29.5)                         | 7.0 (44.6)                          |
| Thấp kỉ lục °C (°F)                      | −15.8 (3.6)                         | −16.5 (2.3)                         | −14.2 (6.4)                         | −8.1 (17.4)                         | 0.1 (32.2)                          | 6.8 (44.2)                          | 10.5 (50.9)                         | 11.5 (52.7)                         | 5.5 (41.9)                          | −0.9 (30.4)                         | −5.8 (21.6)                         | −11.1 (12.0)                        | −16.5 (2.3)                         |
| Lượng Giáng thủy trung bình mm (inches)  | 234.1 (9.22)                        | 146.9 (5.78)                        | 119.3 (4.70)                        | 88.8 (3.50)                         | 97.6 (3.84)                         | 130.4 (5.13)                        | 199.9 (7.87)                        | 172.9 (6.81)                        | 181.2 (7.13)                        | 165.3 (6.51)                        | 161.1 (6.34)                        | 241.3 (9.50)                        | 1.954 (76.93)                       |
| Lượng tuyết rơi trung bình cm (inches)   | 436 (172)                           | 313 (123)                           | 191 (75)                            | 58 (23)                             | 3 (1.2)                             | 0 (0)                               | 0 (0)                               | 0 (0)                               | 0 (0)                               | 0 (0)                               | 26 (10)                             | 290 (114)                           | 1.301 (512)                         |
| Số ngày giáng thủy trung bình (≥ 1.0 mm) | 23.3                                | 19.0                                | 18.4                                | 13.2                                | 12.0                                | 13.0                                | 14.9                                | 12.9                                | 14.2                                | 14.1                                | 16.5                                | 21.3                                | 192.8                               |
| Số ngày tuyết rơi trung bình (≥ 3 cm)    | 23.7                                | 18.7                                | 18.4                                | 9.2                                 | 0.4                                 | 0                                   | 0                                   | 0                                   | 0                                   | 0                                   | 2.4                                 | 16.6                                | 89.4                                |
| Số giờ nắng trung bình tháng             | 53.1                                | 71.4                                | 101.1                               | 157.3                               | 196.2                               | 145.5                               | 136.6                               | 178.6                               | 124.7                               | 120.0                               | 99.2                                | 69.5                                | 1.447                               |
| Nguồn: Cục Khí tượng Nhật Bản            |                                     |                                     |                                     |                                     |                                     |                                     |                                     |                                     |                                     |                                     |                                     |                                     |                                     |